# 2018 dans les chemins de fer
Chronologie des chemins de fer
2017 dans les chemins de fer - 2018 - 2019 dans les chemins de fer

## Événements
- 21 juin 2018 : retrait définitif des rames MR-63 du métro de Montréal, après 52 ans de service.
- 30 juin 2018 : Nice - Nouvelle ligne  T2 du tramway CADAM - Magnan (7 km)
- Ouverture aux voyageurs du contournement ferroviaire de Nîmes et de Montpellier (ainsi que l'une de ses deux gares, Montpellier-Sud-de-France), en juillet 2018. Cette ligne est ouverte au fret depuis décembre 2017.
- Septembre 2018 : Caen - Le tramway de Caen sur fer remplace un tramway sur pneu (3 lignes, 16,4 km)
- Le 15 novembre, au Maroc, est inaugurée la LGV Tanger - Kénitra, première ligne à grande vitesse (LGV) d'Afrique[1] ; longue de 200 km, elle permet de relier Tanger à Kénitra (les trains continuant jusqu'à Casablanca sur ligne classique modernisée). Le service commercial, nommé « Al Boraq », commence le 26 novembre.
- 23 novembre 2018 : Strasbourg/Kehl - Prolongement ligne  D du tramway  Kehl Bahnhof - Kehl Rathaus (1,2 km)
- 24 novembre 2018 : Paris - Prolongement ligne  T3b du tramway Porte de la Chapelle – Porte d'Asnières (4,3 km)
- Réouverture au service voyageurs de la ligne de Belfort à Delle (électrifiée), dès le 8 décembre.
- Mise en service partielle du Léman Express, le 9 décembre.
- 15 décembre 2018 : Nice - Prolongement ligne  2 du tramway Grand Arénas (Pôle Intermodal) - Aéroport T2 (1,7 km)

## Transports en commun dans le monde

### Nouvelles lignes et nouveaux réseaux inaugurés en 2018
De nouveaux réseaux de transport en commun sont entrés en service en 2018  :
- Métro

- - Ürümqi (Chine) : Ligne 1 Balou – Ürümqi International Airport (16,6 km)
  - Palembang (Indonésie) : Ligne LRT Bandara (Airport) - OPI (22,5 km)
  - Abuja (Nigéria) : Ligne Airport - Abuja Station (26,7 km)

- Métro léger
  - New Taipei (Formose) : Ligne Danhai LRT Hongshulin – Kanding (7,3 km)
  - St. Louis (Etats-Unis) :  Loop Trolley MHM/Forest Park - University City Library (3,5 km)

- Tramway
  - Shanghai (Chine) :  Songjiang Tram T2 Canghua Road - Zhongchen Road (13,9 km)
  - Chengdu (Chine) : Ligne T2 Chenguang – Hexin Road (13,5 km)
  - Oklahoma City  (Etats-Unis) :  Loop Line (8 km)

- - El Paso (Etats-Unis) :  Streetcar loops (7,7 km)
  - Milwaukee (Etats-Unis) : Ligne Milwaukee Intermodal Station - Burns Commons (3,3 km)
  - Sétif (Algérie) : Ligne Berchi Abid / Oucissa Laid - 11 Déc 1960 (14,7 km)
  - Ouargla(Algérie) : Ligne T1 Hai Nasr - Cité Administrative (9,8 km)

Dans les réseaux de transport en commun existants les nouvelles lignes suivantes ont été inaugurées  en 2018 : 
- Métro
  - Chongqing (Chine) : Ligne Loop Line Chongqing Library - Haixialu via North Railway Station (34,3 km)
  - Chongqing  (Chine) : Ligne 4 North Station - Tangjiatuo (15,6 km)
  - Xi'an (Chine) : Ligne 4 Xi'an North Railway Station - Hangtian Xincheng (35,2 km)
  - Tianjin (Chine) : Ligne 5 Danhebeidao - Zhongyiyifuyuan (~30 km)
  - Wuhan (Chine) : Ligne 7 Garden Expo North - Yezhihu (30,9 km) & Line 11 Optics Valley Railw (20,3)
  - Changchun (Chine) : Ligne 2 Shuangfeng - Dongfang Square (20,5 km)
  - Shanghai (Chine) : Ligne APM Pujiang   Shendu Highway - Huizhen Road (6,7 km)
  - Amsterdam (Pays-Bas) : Ligne M52 Noord - Zuid (9,8 km)
  - Delhi (Inde) : Ligne 7 (Pink Line) Majlis Park – Durgabai Deshmukh South Campus (21,6 km)
  - Moscou (Russie) : Ligne 11 Delovoy Tsentr - Petrovskiy Park (10,5 km)

- Métro léger
  - Changchun (Chine) : Ligne 8 North Huancheng Road - Guangtong Road (13,3 km)

- RER
  - Séoul (Corée du Sud) : Ligne Seohae  Sosa - Wonsi (22 km)

|               | Métro            | Métro            | Métro léger      | Métro léger      | RER              | RER              | Tramway          | Tramway          |
| ------------- | ---------------- | ---------------- | ---------------- | ---------------- | ---------------- | ---------------- | ---------------- | ---------------- |
|               | Nouveaux réseaux | Nouvelles lignes | Nouveaux réseaux | Nouvelles lignes | Nouveaux réseaux | Nouvelles lignes | Nouveaux réseaux | Nouvelles lignes |
| Afrique       | 1                | 1                |                  |                  |                  |                  | 2                | 2                |
| Algérie       |                  |                  |                  |                  |                  |                  | 2                | 2                |
| Nigéria       | 1                | 1                |                  |                  |                  |                  |                  |                  |
| Amérique      |                  |                  |                  |                  |                  |                  | 4                | 4                |
| Etats-Unis    |                  |                  |                  |                  |                  |                  | 4                | 4                |
| Asie          | 2                | 10               | 1                | 2                |                  | 1                | 2                | 2                |
| Chine         | 1                | 8                |                  | 1                |                  |                  | 2                | 2                |
| Corée du Sud  |                  |                  |                  |                  |                  | 1                |                  |                  |
| Formose       |                  |                  | 1                | 1                |                  |                  |                  |                  |
| Inde          |                  | 1                |                  |                  |                  |                  |                  |                  |
| Indonésie     | 1                | 1                |                  |                  |                  |                  |                  |                  |
| Europe        |                  | 2                |                  |                  |                  |                  |                  |                  |
| Pays Bas      |                  | 1                |                  |                  |                  |                  |                  |                  |
| Russie        |                  | 1                |                  |                  |                  |                  |                  |                  |
| Total général | 3                | 13               | 1                | 2                |                  | 1                | 8                | 8                |

### Nombre de kilomètres de voie ajoutés en 2018
| Pays           | Métro léger | Métro | RER   | Tramway | Total  |
| -------------- | ----------- | ----- | ----- | ------- | ------ |
| Afrique        |             | 32    |       | 24,5    | 56,5   |
| Algérie        |             | 5,3   |       | 24,5    | 29,8   |
| Nigéria        |             | 26,7  |       |         | 26,7   |
| Amérique       | 15,9        | 19,1  | 12,2  | 22,5    | 69,7   |
| Argentine      |             | 0,8   |       |         | 0,8    |
| Brésil         |             | 14,8  | 12,2  |         | 27     |
| Etats-Unis     | 14,9        |       |       | 22,5    | 37,4   |
| Mexique        | 1           |       |       |         | 1      |
| Saint-Domingue |             | 3,5   |       |         | 3,5    |
| Asie           | 50,6        | 561   | 264,3 | 40      | 915,9  |
| Chine          | 43,3        | 391,4 | 242,3 | 35      | 712    |
| Corée du Sud   |             | 10    | 22    |         | 32     |
| Formose        | 7,3         |       |       |         | 7,3    |
| Inde           |             | 121,1 |       |         | 121,1  |
| Indonésie      |             | 22,5  |       |         | 22,5   |
| Iran           |             | 6     |       |         | 6      |
| Ouzbékistan    |             |       |       | 5       | 5      |
| Sri Lanka      |             |       | 0     |         | 0      |
| Thaïlande      |             | 10    |       |         | 10     |
| Europe         | 0,6         | 76,2  |       | 66,7    | 143,5  |
| Allemagne      | 0,6         | 1,3   |       | 11,6    | 13,5   |
| Autriche       |             |       |       | 0,6     | 0,6    |
| Belgique       |             |       |       | 8       | 8      |
| Danemark       |             |       |       | 3,5     | 3,5    |
| Espagne        |             | 2,4   |       |         | 2,4    |
| France         |             |       |       | 14,2    | 14,2   |
| Italie         |             | 14,7  |       | 5,7     | 20,4   |
| Luxembourg     |             |       |       | 1,6     | 1,6    |
| Pays Bas       |             | 9,8   |       |         | 9,8    |
| Portugal       |             |       |       | 2,7     | 2,7    |
| Royaume-Uni    |             |       |       | 5,6     | 5,6    |
| Russie         |             | 38,5  |       |         | 38,5   |
| Suède          |             |       |       | 0,4     | 0,4    |
| Turquie        |             | 9,5   |       | 12,8    | 22,3   |
| Océanie        |             |       | 8     | 0       | 8      |
| Australie      |             |       | 8     | 0       | 8      |
| Total général  | 67,1        | 688,3 | 284,5 | 153,7   | 1193,6 |